# Ламантин американський
Ламантин американський (Trichechus manatus) — вид сирен з роду Ламантин родини Ламантинові.

## Опис
Загальна довжина досягає 3—5 м, вага до 600 кг, проте частіше 3,5 м, ваги 400 кг. Передні кінцівки схожі на ласти морських котиків, задні кінцівки відсутні. Легені здатні подовжувати його тіло, що сприяє контролюванню положення в товщі води. Шерсть ріденька по всьому тілу, верхній шар шкіри постійно линяє. Забарвлення тіла блакитно-сіре.

## Спосіб життя
Найчастіше зустрічається на літоралі, що багата на водну рослинність, мігрують там, де рослинність убога. Іноді запливає в річки. В іншому випадку на їх тілі не було б раковин вусоногих, яких вбиває прісна вода. Охоче затримується в річках, особливо в південноамериканських. Найбільш активний надвечір і рано вранці, вдень часто відпочиває на поверхні.
Добре виражена стадність. У холодну погоду молоді ламантини іноді збираються в групи по 15-20 особин. Тварини люблять дружно виставляти ніс до носа для дихання. Дихальний акт проводиться без шуму, паузи між дихання частіше варіюють від 1 до 2,5 хв, але зрідка досягають 10 і навіть 16 хвилин. Ніздрі відкриваються в момент видиху — вдиху лише на 2 сек.
Не відомий механізм подачі звуків.
Статева зрілість настає у 3-4 роки при довжині тіла 2,5 м. Парування відбувається на мілині. Вагітність їх у неволі триває 152 дні. народжується 1 дитинча завдовжки до 1 м й вагою майже 16 кг. Самиця сильно прив'язана до ламантиня і не залишає його, якщо навіть самій загрожує загибель. Годує його молоком 18 місяців. Дитинчата ростуть повільніше, ніж у китів: до кінця першого року життя в неволі вони досягають 112–132 см і лише до кінця третього року подвоюють довжину від народження. Після цього зростання різко сповільнюється.
Вороги американських ламантинів у тропічних річках — каймани, а в морі — тигрові акули. Однак при небезпеці флегматичні тварини виказують таку рухливість і силу, що нерідко самі можуть впоратися із ворогами.

## Стосунки з людиною
Неволю в зоопарках і океанаріумах ламантини переносять добре, але погано розмножуються. Їжу беруть з рук вже з другого дня життя в басейні та живляться тут вдень, а не вночі, як це роблять на свободі. Велика особина, завдовжки 4,6 м, за добу з'їдає 30-50 кг овочів і фруктів. Ласощами для них служать помідори, салат, капуста, дині, яблука, банани, морква. Люблять, коли чухають їх шкіру щіткою. Без шкоди для себе вони можуть якийсь час залишатися поза водою, наприклад коли чистять їх приміщення.
Під час четвертої подорожі Х. Колумб, який вважав американських ламантинів русалками, наказав зловити одного з них і посадити до озера. Тварина тут стало ручною, слухняно підпливала на поклик людини і прожила 26 років.
Ламантинів полюють з човнів заради дуже смачного м'яса, ніжного жиру, що йде для виготовлення мазей, і шкіри. Щоб врятувати від винищення цих звірів, в США їх заборонено вбивати з 1893 року, а в Британській Гвіані — з 1962 року ламантини використовують як ненажерливих рослиноїдних тварин для очищення водойм, каналів, що швидко заростають. Досліди такого роду досить вдалі, але широко використовувати тварин для подібної мети поки не вдається, через те, що вони часто гинуть при вилові та перевезеннях.

## Розповсюдження
Мешкає біля атлантичних берегів Американського континенту — від Флориди (США) до Бразилії (до лагуни Мансанарас). Зустрічається у Карибському басейні, біля берегів Колумбії, Венесуели, Гвіани, Бразилії. Вважають, що в одній Гвіані їх живе кілька тисяч. У водах Мексики розмах міграцій сягає 100 км.